# 藤本隆宏 (俳優)
藤本 隆宏（ふじもと たかひろ、1970年7月21日 - ）は、日本の俳優、元競泳選手。福岡県北九州市出身。早稲田大学人間科学部卒業。ヒルストン・エンタープライズ所属。身長183cm、体重78kg。
競泳選手として200m・400m個人メドレーで日本記録を樹立しオリンピックに2大会連続で出場、1992年のバルセロナオリンピックにて400m個人メドレーで同種目日本人初のファイナリストとなる。選手引退後は俳優に転身、劇団四季のミュージカルなど舞台作品に多数出演した後、テレビドラマなど映像作品にも進出する。

## 来歴・人物

### 競泳選手として
福岡県北九州市にて出生、宗像市で育つ。小学2年生の時に水泳をはじめ、中学生の頃より注目を集めると、1日に2万5千メートル以上も泳ぐなど水泳漬けの日々を送る。
西日本短期大学附属高等学校に在学中の1988年に日本選手権にて200m・400m個人メドレーで優勝し、ソウルオリンピック200m・400m個人メドレーへの出場を果たす。早稲田大学人間科学部へ進学すると、1990年には400m、1991年には200m個人メドレーでともに日本記録を樹立、400mの記録は2000年まで10年近くにわたって保持していた。1990年には北京で開催されたアジア大会に出場し200m・400m個人メドレーで優勝、同大会で日本人初の金メダルを獲得する。1991年、日本水泳連盟最優秀選手賞受賞。1992年にはバルセロナオリンピックで2大会連続のオリンピック出場を果たすと400m個人メドレーで8位入賞、同種目で日本人初の決勝進出を果たした。
1993年からは1996年のアトランタオリンピックでのメダル獲得を目指してオーストラリアへ水泳留学。1994年には日本選手権で優勝、広島で開催されたアジア大会で200m個人メドレーで2位に入賞するものの記録は伸び悩み、アトランタオリンピックの代表選考会を兼ねた1996年の日本選手権で3位となり惜しくも出場権を逃すと、同4月に現役から引退した。
バルセロナオリンピックでの入賞から28年を経た2020年には、ソウルオリンピック、バルセロナオリンピックへの2大会連続出場によるオリンピックムーブメントへ多大な貢献が認められ、日本オリンピック委員会（JOC）より令和元年（2019年）度JOCスポーツ賞特別貢献賞を受賞した。
俳優として不遇の時代に世話を受けた先輩の木原光知子が創立した「ミミスイミングクラブ」のスーパーアドバイザーに就任し、月1回の指導を行っている。
日本マスターズ水泳公認大会の表彰式で賞状授与をおこなったことがある。
第100回日本選手権水泳競技大会（2025.3.20）で国歌斉唱をおこなった。

### 俳優として
オーストラリアに水泳留学をしたときに初めて観たミュージカル『レ・ミゼラブル』に感動、舞台俳優を志す。早稲田大学人間科学部卒業後の1995年に劇団四季のオーディションを受験し合格、同年10月に劇団四季へ入団して研究生として俳優をスタート。翌1996年4月の現役引退まで水泳の練習と劇団四季のレッスンの二足のわらじの生活を送る。初舞台は1997年、シェイクスピアの『ヴェニスの商人』。退団までに『冒険者たち』、『王子とこじき』、ミュージカル『キャッツ』などに出演。
1998年の劇団四季退団後は、蜷川幸雄演出『リチャード三世』、野田秀樹作『パンドラの鐘』などに出演。ミュージカルでは『エリザベート』、『シラノ・ザ・ミュージカル』などに出演。時代劇では、新派公演『大つごもり』や『ふるあめりかに袖はぬらさじ』、『関ヶ原異聞』などに出演した。
その後テレビドラマへ進出。2009年のNHKスペシャルドラマ『坂の上の雲』でオーディションを経て主役の親友・広瀬武夫役を演じ 注目を集めると、2011年のTBS『JIN-仁- 完結編』で西郷隆盛役を演じる などテレビドラマ出演も増え、同年の第2回岩谷時子賞奨励賞を受賞。2012年にはNHK大河ドラマ『平清盛』へ、2014年にはNHK連続テレビ小説『花子とアン』へ出演している。
2010年6月には日米合作映画『Playin' for Money』（監督：榎本二郎、ケビン・グラバー） で初主演。オーディションと面接で大役を掴んだ。同年秋アメリカで公開。
音楽活動も盛んで、シャンソンのパリ祭（）で司会や出演をしている。自らも作詞をし、小坂明子作曲でオリジナル曲を発表しつつ、ライブ活動も積極的に行っている。
2005年より所属していたクリームインターナショナルから、2019年9月にヒルストン・エンタープライズへ移籍した。

## 出演

### 舞台

#### 劇団四季
- ヴェニスの商人（1997年）
- 冒険者たち（1997年）
- 王子とこじき（1997年）
- キャッツ（1998年） - マキャヴィティ 役

#### 劇団四季退団後
- リチャード三世（1999年 埼玉芸術劇場ほか）
- パンドラの鐘（1999年、シアターコクーン）
- エリザベート
  - 2000年、帝国劇場 - シュテファン 役
  - 2001年、帝国劇場他 - シュテファン 役
  - 2004年、梅田コマ劇場 - エルマー 役
  - 2005年9月、帝国劇場 - エルマー 役
- シラノ・ザ・ミュージカル
  - 2000年、中日劇場他
  - 2001年、赤坂ACTシアター
- GODSPELL（2001年、ル・テアトル銀座）
- 港の見える街（2002年、三越劇場）
- 風の砦（2002年、明治座） - シセク 役
- フォーティン・ブラス（2002年、ル・テアトル銀座） - レイアーティーズ 役
- 新派21世紀バージョン「花たち女たち」（2002年、新橋演舞場）
- レディ・ゾロ（2003年、赤坂ACTシアター） - バステス少佐 役
- 風のなごり（2003年、新橋演舞場） - 東田剛 役
- 大川わたり（2003年、ル・テアトル銀座） - 仙六 役
- ふるあめりかに袖はぬらさじ（2003年、大阪松竹座他） - 飯塚 役
- イントゥ・ザ・ウッズ（2004年、新国立劇場） - シンデレラの王子・オオカミ 役
- 朗読新派「大つごもり」
  - 2004年、麻布区民センター - 石の助 役
  - 2005年、麻布区民センター - ?役
  - 2010年12月、麻布区民センター ほか - 石之助 役
- BAT BOY The Musical
  - 2005年、シアタードラマシティ他 - リック 役
  - 2006年、東京厚生年金会館他 - リック 役
- 「KAKURENBO〜かくれんぼ」（2005年、時事通信ホール） - 作・作詞・演出・主演
- ベルリン・トゥ・ブロードウェイ（2005年、ル・テアトル銀座）
- Into The Woods（2006年、新国立劇場） - シンデレラの王子・オオカミ 役
- AKURO〜悪路〜（2006年、サンシャイン劇場） - ヒトカ 役
- ハウ・トゥー・サクシード〜努力しないで出世する方法
  - 2007年4月-5月、東京芸術劇場他 - バド・フランプ 役
  - 2007年11月 東京芸術劇場 - バド・フランプ 役
- 愛、時を超えて〜関ヶ原異聞〜（2007年、浪切ホール他） - 島左近 役
- 蜘蛛女のキス（2007年11月2日 - 11日、東京芸術劇場中ホール・11月16日 - 18日 梅田芸術劇場メインホール） - 刑務所長 役
- ミュージカル「DRACULA〜ドラキュラ伝説」（2008年、中日劇場他） - アーサー・ホルムウッド 役
- 劇団新派「香華（こうげ）」（2010年8月、三越劇場 ほか） - 江崎文武 役
- 母の日に贈る感動の朗読劇「かあちゃん」（2011年5月、日本橋三井ホール）
- シェークスピア物語 〜真実の恋〜（2016年12月 - 2017年1月、KAAT神奈川芸術劇場・梅田芸術劇場メインホール・中日劇場） - ウェセックス卿 役[13]
- ミュージカル『アニー』 - ウォーバックス 役
  - 2017年4月 - 5月、新国立劇場[2][3][14]
  - 2024年4月 - 5月、新国立劇場[15]
  - 2025年4月 - 5月、新国立劇場[16]
- 京の螢火（2017年11月、明治座） - 坂本龍馬 役
- 江戸は燃えているか TOUCH AND GO（2018年3月3日 - 26日、新橋演舞場） - 西郷吉之助（隆盛）、取的・デクとの二役
- PSYCHO-PASS サイコパス Virtue and Vice 2（2020年11月20日 - 29日、明治座 / 12月3日 - 6日、COOL JAPAN PARK OSAKA） - 斎記冬真 役
- 日本テレビ開局70年記念舞台「西遊記」（2023年11月3日 - 5日、オリックス劇場 / 11月10日 - 23日、博多座 / 12月27日 - 2024年1月2日、御園座 / 1月6日 - 28日、明治座）- 金角 役[17]
- 罠（2024年10月4日 - 11月25日、よみうり大手町ホール 他） - メルルーシュ 役[18]
- 揺れるはざまのトラベラーズ（2025年6月4日 - 17日、COOL JAPAN PARK OSAKA WWホール 他）[19]

### テレビドラマ
- わがまま!気まま!旅気分 大阪編、恋旅しませんか?おかえりなさい（2001年3月17日、BSフジ／関西テレビ）
- 坂の上の雲（NHK総合） - 海軍中佐 広瀬武夫 役
  - 第一部（2009年11月29日 - 12月27日）
  - 第二部（2010年12月5日 - 12月26日）
- JIN-仁- 完結編（2011年4月17日 - TBS） - 西郷隆盛 役[1]
- 大河ドラマ（NHK総合）
  - 平清盛（2012年） - 伊藤忠清 役
  - 真田丸（2016年） - 堀田作兵衛 役
  - 西郷どん（2018年） - 山岡鉄舟 役
- MONSTERS 第7話（2012年12月2日、TBS） - 黒崎正義 役
- 放送博物館危機一髪（2013年3月29日、NHK総合）
- 島の先生（2013年5月25日 - 6月29日、NHK総合） - 相馬克己 役
- ガラスの家（2013年9月3日 - 10月29日、NHK総合） - 澁澤一成 役
- 安堂ロイド〜A.I. knows LOVE?〜 第4話（2013年11月3日、TBS） - 桐生貴志/ナビエ 役
- 隠蔽捜査 第3、5話（2014年1月27日、2月10日、TBS） - 石渡剛志 役
- 連続テレビ小説『花子とアン』（2014年、NHK総合） - 梶原総一郎 役
- 家族狩り（2014年7月4日 - 9月5日、TBS） - 大野甲太郎 役
- オリエント急行殺人事件（2015年1月11日・1月12日、フジテレビ） - 保土田民雄 役
- その男、意識高い系。（2015年3月17日 - 4月21日、NHK BSプレミアム） - アダム田中 役
- BS時代劇『一路』（2015年7月31日 - 9月25日、NHK BSプレミアム） - 佐久間勘十郎 役
- スペシャルドラマ『経世済民の男』 第一部「高橋是清」（2015年8月22日・29日、NHK） - 前田正名 役
- フラジャイル 第2話（2016年1月20日、フジテレビ） - 倉木浩介 役
- 99.9-刑事専門弁護士-（TBS） - 志賀誠 役
  - SEASON I（2016年4月17日 - 6月19日）
  - SEASON II 第1話・第5話（2018年1月14日・2月11日）
  - 完全新作SP新たな出会い篇～映画公開前夜祭～（2021年12月29日）[20]
- グ・ラ・メ!〜総理の料理番〜 第6話（2016年8月26日、テレビ朝日） - 石垣義成 役
- 水晶の鼓動 殺人分析班（2016年11月13日 - 12月11日、WOWOW） - 石倉毅 役
- 世界に誇る夢の超特急〜新幹線開発物語（2017年3月26日、BS-TBS） - 島秀雄 役　※再現ドラマ部分
- 北九州発地域ドラマ『GO!GO!フィルムタウン』（2017年10月18日、NHK BSプレミアム） - 木根間安二郎 役
- 花のち晴れ〜花男 Next Season〜 第7話（2018年5月29日、TBS） - メグリンの父親 役
- ハゲタカ 第1話（2018年7月19日、テレビ朝日） - 沼田透 役
- 日曜プライム 遺留捜査 スペシャル（2019年2月24日、テレビ朝日） - 小野寺悠人 役
- スローな武士にしてくれ〜京都 撮影所ラプソディー〜（2019年3月23日、NHK BSプレミアム） - ラオウ 役
- ノーサイド・ゲーム 第1話（2019年7月7日、TBS） - 前田利晴 役
- 大江戸もののけ物語（2020年7月17日 - 、NHK BSプレミアム） - 百鬼 役
- 刑事アフター5（2020年10月1日、テレビ朝日） - 辻大樹 役
- 七人の秘書 第1話（2020年10月22日、テレビ朝日） - 安田英司 役[21][22]
- ボイスII 110緊急指令室（2021年7月10日 - 9月25日、日本テレビ） - 重藤通孝 役
- 邪神の天秤　公安分析班 (2022年、WOWOW) - 石倉毅 役
- となりのチカラ 第7話 - 最終話（2022年3月17日 - 3月31日、テレビ朝日） - 小日向 役
- 元彼の遺言状 第5話（2022年5月9日、フジテレビ） - 真梨邑礼二 役[23]
- 善人長屋 第1話（2022年7月8日、NHK BSプレミアム・BS4K） - 安積の治五郎 役[24]
- 刑事7人 第2話 - 第4話（2023年6月14日 - 7月5日、テレビ朝日） - 岡崎周平 役
- 連続ドラマW ゴールデンカムイ -北海道刺青囚人争奪編- 第1話（2024年10月6日、WOWOW） - 二瓶鉄造 役[25]
- 相棒 Season23 第9話＜元日スペシャル＞ (2025年1月1日、テレビ朝日)　- 澤田正志/柘原彰 役[26]
- クジャクのダンス、誰が見た?（2025年1月24日 - 3月28日、TBS） - 赤沢正 役[27]

### バラエティ
- run for money 逃走中（2015年11月29日、ドラマパート） - 石川五右衛門 役

### その他のテレビ番組
- 英語の達人（BS朝日） - 準レギュラー
- 世界水泳 ローマ2009 （2009年、BS朝日） - 解説
- ETV50周年記念 キャラクター大集合 とどけ! みんなの元気パワー（2009年、NHK教育） - やる気エンジン 役
- ドラクロワ（2010年12月、NHK総合） - ゲスト
- スタジオパークからこんにちは（2010年12月24日、NHK総合） - ゲスト
- NHK海外ネットワーク（2011年2月19日、NHK総合） - ゲスト
- レディス4（2011年2月21日、テレビ東京） - ゲスト
- 地球イチバン（2011年10月27日、NHK総合） - 旅人
- ミ・ラ・イII〜小さな希望たちの讃歌（アンセム）〜（2012年3月、BSフジ） - レポーター（取材先：モンゴル）
- 日本テレビ開局60年特別番組 TV60 日テレ×NHK 60番勝負 （2013年2月、日本テレビ）ドラマ対決
- 水の国ニッポン〜列島縦断生命の水〜（2013年3月19日、フジテレビ） - ナビゲーター
- 発見! 体感! きらめく紅葉 鬼怒川紀行（2013年11月23日、NHK BSプレミアム） - 旅人
- オリンピックコンサート2014（2014年8月23日、NHK BSプレミアム） - 司会 ※2015年以降も司会を担当。
- おんがく交差点（2021年7月24日、BSテレ東） - ゲスト

### 映画
- 男たちの大和/YAMATO（2005年）
- ニート・ニート・ニート（2018年） - ゴジさん 役
- 記憶にございません!（2019年） - 古賀 役
- るろうに剣心 最終章 The Beginning（2021年） - 近藤勇 役
- 祈り 幻に長崎を想う刻（とき）（2021年） - 志水刑事 役
- ゴールデンカムイ（2024年） - 二瓶鉄造 役
- シサㇺ（2024年） - イカシコトシ 役[28]
- 雪風 YUKIKAZE（2025年） - 有馬岩男 役[29]

### CM
- KIRIN
  - ラガービール “JOCがんばれ日本！”（1992年）
  - 1000（サウザン）（2010年）
- 新キャベジンコーワS（2011年）

### ラジオ
- 藤本隆宏のさわやか文庫（2006年-2007年、ラジオ関西）

## 出版物
- 武骨なカッパ 藤本隆宏（ワニプラス） 松瀬学 (著)

### 新聞連載
- 東京新聞 「わが街わが友」（2008年）

### 雑誌連載
- 月刊バスケットボールマガジン（2010年、ベースボール・マガジン社）

## 受賞歴
- 2011年 第2回岩谷時子賞 奨励賞[10][11]

## 競泳選手としての主な戦績
- 1984年 - 全国中学大会にて競泳5位入賞
- 1986年 - 国民体育大会 少年B 400m個人メドレー優勝
- 1988年 - 日本選手権200m・400m個人メドレー優勝、ソウル五輪200m・400m個人メドレー出場
- 1990年 - 日本選手権200m自由形優勝、400m個人メドレー日本記録樹立
  - 北京アジア大会200m・400m個人メドレー優勝（同大会日本人初の金メダル獲得）
- 1991年 - 夏季ユニバーシアード400m個人メドレー優勝、200m個人メドレー3位・日本新記録樹立
- 1992年 - バルセロナ五輪200m個人メドレー出場 8位入賞（同大会日本人初のファイナリスト）
- 1993年 - 1995年 オーストラリア水泳留学
- 1994年 - 日本選手権優勝、広島アジア大会200m個人メドレー2位・400m個人メドレー3位
- 1996年 - 日本選手権3位入賞

### 日本記録保持期間
| 泳法         | 距離 | 記録      | 保持期間      |
| ------------ | ---- | --------- | ------------- |
| 個人メドレー | 200m | 2分03秒35 | 1991年-1992年 |
| 個人メドレー | 400m | 4分20秒07 | 1990年-2000年 |

### 受賞
- 1991年 日本水泳連盟 最優秀選手賞
- 2020年 日本オリンピック委員会 令和元年（2019年）度JOCスポーツ賞 特別貢献賞[4][5]

## 関連書籍
- 松瀬学『武骨なカッパ 藤本隆宏』（2010年11月25日、ワニブックス、ISBN 978-4-8470-1952-4）